# 高米迪

第一季標誌

高米迪：自然之王回歸！（義大利語：Gormiti: The Lords of Nature Return!），之前稱高米迪：不可戰勝的自然之王（義大利語：Gormiti: Gli Invincibili Signori della Natura），是一系列2英寸高的非鉸接式迷你人偶玩具，具有交換卡片遊戲玩法。最初由和Giochi Preziosi在2005年義大利生產。

## 玩具
高米迪是塑膠迷你怪物人偶的名稱，與包含相同角色描述的訓練卡牌一起出售。以不同的遊戲模式供4-8歲兒童自由玩耍，大人主要用於收藏。初期銷售的機制與市面上的小人偶相仿：以封閉的小盲袋出售，無法自選款式，雖然有機會買到重複款式，但反而助長交換現象。玩具的成功導致高米迪相繼推出了其他衍生商品，如小雕像、遊戲和其他標有「高米迪」的兒童產品、專門雜誌、DVD和劇場表演。
根據官方神話設定，高米迪是高米（Gorm）島上分為善惡兩派勢力的名稱。兩派勢力又分為不同的民族，通常與外貌和力量的自然元素有關（如海洋高米迪、火山高米迪……）。
此前，義大利玩具商Giochi Preziosi80年代時曾發行類似的小盲袋商品——Exogini（外星小人），反響不錯；該產品受到日本漫畫《金肉人》旗下橡皮擦商品啟發。這種小人偶與美國和日本生產的產品相似，只是人物名稱不同，塑膠用料也更硬，後來延續至高米迪上。

## 改編

### 電視動畫
首部電視動畫《高米迪》由與馬拉松傳媒聯合製作，以高米迪初代角色為主；2008年10月27日在Italia 1和J频道首次播出。2009年10月5日在美國卡通頻道播出，拉丁美洲2011年播出於迪士尼XD。動畫共播出三季，分別名為《高米迪：自然之王回歸！》（Gormiti: The Lords of Nature Return!）、《高米迪：至高日蝕時代！》（Gormiti: The Supreme Eclipse Era!）及《高米迪：無機進化》（Gormiti: The Neorganic Evolution）。2011年1月3日，在巴西推出了其他系列節目，成為TV Globinho的首檔節目。早在動畫播出前，玩具就在巴西小男孩間廣為流傳。巴西市場上已經有超過200種高米迪授權玩具。動畫在全球獲得了良好的收視率及口碑。
以CGI製作的第二部動畫《高米迪大自然解放》2012年開始在義大利播出。除了背景和一些角色外，整體與前部動畫無關。第三部動畫《高米迪》於2018年起播出。

### 電子遊戲
Engine Software在的投資下在2006年至2007年為DigiBlast掌上遊戲機開發了三款《高米迪》遊戲。
科樂美2010年9月發表了改編自動畫第一季的任天堂DS和Wii平台遊戲——《高米迪：自然之王》（Gormiti: Lords of Nature）。

## 外部連結
- 官方网站
- 互联网电影数据库（IMDb）上《高米迪》的资料（英文）（2008年動畫）